# Paepalanthus myocephalus
Paepalanthus myocephalus är en gräsväxtart som först beskrevs av Carl Friedrich Philipp von Martius, och fick sitt nu gällande namn av Friedrich August Körnicke. Paepalanthus myocephalus ingår i släktet Paepalanthus och familjen Eriocaulaceae.

## Underarter
Arten delas in i följande underarter:
- P. m. minor
- P. m. myocephalus